# Станислас, Джуниор
Феликс Джуниор Станислас (англ. Felix Junior Stanislas; 26 ноября 1989, Лондон, Англия) — английский футболист, полузащитник.

## Биография
Воспитанник клуба «Вест Хэм Юнайтед». С ноября 2008 года по январь 2009 года был в аренде в «Саутенд Юнайтед». Сыграл 6 матчей и забил 1 гол в Первой лиге (3-й дивизион Англии). За основную команду «Вест Хэма» дебютировал 16 марта 2009 года в матче 29-го тура АПЛ против «Вест Бромвича». Всего в сезоне сыграл 9 матчей и забил 2 гола в чемпионате. В сезоне 2009/10 сыграл 26 матчей и забил 2 гола в АПЛ. В сезоне 2010/11 сыграл 6 матчей и забил 1 гол в АПЛ. «Молотобойцы» заняли последнее, 20-е, место и вылетели в Чемпионшип. В начале сезона 2011/12 сыграл 1 матч в Чемпионшипе.
Летом 2011 года перешёл в «Бернли». В сезоне 2011/12 сыграл 31 матч в Чемпионшипе. В сезоне 2012/13 сыграл 35 матчей и забил 5 голов в Чемпионшипе. В сезоне 2013/14 сыграл 27 матчей и забил 2 гола в Чемпионшипе. Клуб занял 2-е место в чемпионате и напрямую вышел в АПЛ.
Летом 2014 года перешёл в «Борнмут». В сезоне 2014/15 сыграл 13 матчей и забил 1 гол в Чемпионшипе. Клуб стал чемпионом и напрямую вышел в АПЛ. В сезоне 2015/16 сыграл 21 матч и забил 3 гола в АПЛ. В сезоне 2016/17 сыграл 21 матч и забил 7 голов в чемпионате. В сезоне 2017/18 сыграл 19 матчей и забил 5 голов в чемпионате. В сезоне 2018/19 сыграл 23 матча и забил 2 гола в чемпионате.

## Достижения
«Бернли»
- 2-е место в Чемпионшипе (прямой выход в АПЛ): 2013/14

«Борнмут»
- Чемпион Англии (Чемпионшип): 2014/15